# 佐野町 (名古屋市)
佐野町（さのまち）は、愛知県名古屋市港区の地名。現行行政地名は佐野町1丁目から佐野町4丁目。住居表示未実施。

## 地理
名古屋市港区中央部に位置する。東は中川本町、西は中之島通、南は魁町、北は幸町に接する。

## 歴史

### 町名の由来
一帯の地主でもあった味噌・溜商中村与右衛門の屋号佐野屋に由来する。

### 沿革
- 1933年（昭和8年）7月1日 - 南区熱田前新田の一部により、同区佐野町として成立[1]。
- 1937年（昭和12年）10月1日 - 港区成立に伴い、同区佐野町となる[1]。

## 世帯数と人口
2019年（平成31年）3月1日現在の世帯数と人口は以下の通りである。
| 町丁   | 世帯数  | 人口  |
| ------ | ------- | ----- |
| 佐野町 | 258世帯 | 560人 |

### 人口の変遷
国勢調査による人口の推移
| 1995年（平成7年）  | 781人 | [ 9 ]  |  |
| 2000年（平成12年） | 693人 | [ 10 ] |  |
| 2005年（平成17年） | 636人 | [ 11 ] |  |
| 2010年（平成22年） | 586人 | [ 12 ] |  |
| 2015年（平成27年） | 537人 | [ 13 ] |  |

## 学区
市立小・中学校に通う場合、学校等は以下の通りとなる。また、公立高等学校に通う場合の学区は以下の通りとなる。
| 番・番地等 | 小学校               | 中学校               | 高等学校 |
| ---------- | -------------------- | -------------------- | -------- |
| 全域       | 名古屋市立大手小学校 | 名古屋市立港南中学校 | 尾張学区 |

## 施設
- 天理教愛港分教会[7]

## その他

### 日本郵便
- 郵便番号 : 455-0042[4]（集配局：名古屋港郵便局[16]）。